# Élections municipales turques de 2014
Les élections municipales turques de 2014 (2014 Türkiye Cumhuriyeti Yerel Yönetimler Seçimi) se sont tenues le 30 mars 2014 afin d'élire les maires (Belediye başkanı) des 3 000 communes de Turquie.
Le premier ministre Recep Tayyip Erdoğan a donné au scrutin une envergure nationale en appelant les électeurs à trancher à cette occasion le différend qui l'oppose aux défenseurs du Parc Gezi.
À Ankara, une cinquantaine de partisans de l'AKP ont débarqué dans un bureau de vote de Keçiören. Armés de barres de fer et de couteaux, leur attaque fait une dizaine de blessés. Leurs véhicules ont ensuite été retrouvés devant le siège de campagne de l'AKP.
Avec près de 43 % des voix, l'AKP est en recul par rapport aux élections législatives de 2011 (50 %). Mais la formation islamo-conservatrice fait mieux qu'au scrutin municipal de 2009 (38 %). Les zones de forces de l'AKP recoupent le plateau anatolien et les grandes métropoles. À l'inverse, le Parti républicain du peuple (CHP), héritier du kémalisme, conserve ses bastions sur le pourtour de la mer Egée et de la Thrace. Sur la troisième marche du podium, le Parti d'action nationaliste (MHP) consolide son implantation en Anatolie centrale. Tandis qu'au sud-est du pays, le parti kurde accentue son hégémonie.